# جيمر (فلم)
جيمر (بالإنجليزية: Gamer) هو فيلم حركة وخيال علمي وإثارة تم إنتاجه في الولايات المتحدة وصدر سنة 2009 بطولة جيرارد بتلر وأمبير فاليتا ومايكل هول.

## القصة
في عام 2034 يقوم الملياردير كين كاسل ببناء نموذج كامل للعبة مشتقة من الخيال العلمي في ملكية تابعة له، حيث يتم التحكم بمن يدخل بها تماماً من قبله بواسطة تقنيات متطورة للتلاعب بالعقول. ووفقاً للنموذج الذي بناه كاسل، يتم تقسيم العالم إلى نوعين من البشر: «من يملكون» و«من لا يملكون»، حيث يقوم كاسل بواسطة أعضاء من النوع الأول من البشر بالتحكم بسلوك أعضاء المجموعة الثانية، مستخدمين في ذلك نوعين من الألعاب المتطورة المستخدمة في ألعاب الفيديو المرتكزة على تقنية الواقع الافتراضي. اللعبة الأولى تدعى «المجتمع Society»، حيث يقوم اللاعبون بالدخول مباشرة إلى عقول بشر حقيقيين عن طريق شرائح إلكترونية زرعت في عقول هؤلاء البشر الذين تم وضعهم في شبكة اجتماعية تحاكي النموذج الموجود في اللعبة المذكورة. وما يلبث اللاعبون المتحكمون بمصائر هؤلاء البشر المساكين أن يجدوا أنفسهم منزلقين إلى ممارسات شاذة غريبة، تعتمد على طبيعة التلصص والرغبة في اكتشاف أسرار الآخرين والتلاعب بخبث بعواطفهم وحيواتهم، وشيئاً فشيئاً يقومون بالعبث بحياة هؤلاء دون أن يستطيعوا مقاومة الرغبة الجارفة في القيام بأحط الأفعال وأكثرها دناءة ولؤماً.

## الميزانية والإيرادات
كلف الفيلم 50 مليون دولار وحقق أرباح تقدر بـ 42 مليون دولار.

## وصلات خارجية
- مقالات تستعمل روابط فنية بلا صلة مع ويكي بيانات